# Aup d'Uès
L'Aup d'Uès (en occità: Aup d'Uès o Aup d'Ueis; en francès: Alpe d'Huez) és un prat alpí dels Alps, a la comuna d'Uès al département d'Isèra. L'Aup d'Uès és també una estació d'esquí situada a una alçada de 1.850 metres.

## Tour de França
És un dels ports més famosos del Tour de França. Mentre que la ruta canvia entre edicions, l'Aup d'Uès ha estat final d'etapa en gairebé cada any des del 1976. El Tour de França va tenir la primera etapa el 1952, etapa que va ser guanyada pel ciclista italià Fausto Coppi.
L'escalada és de 14 km amb un pendent mitjà del 8%, i 21 corbes de ferradura amb panells que recorden el guanyador de cada etapa amb final allà. Com que hi va acabar una etapa per 22a vegada el 2002, es va haver de començar de nou des de baix de tot amb un panell doble en record de Fausto Coppi i Lance Armstrong. El 1995 i 1997, Marco Pantani va establir el rècord de l'escalada (mesurat des de 14,5 km abans del cim), amb 37 minuts i 35 segons.
El cim també és la meta de La Marmotte, una marxa cicloturista de 175 km amb més de 5.000 metres de desnivell. També s'hi practica l'esquí alpí.

### Ascensions més ràpides de l'Aup d'Uès
| Rang | Temps   | Ciclista            | Any  | País         |
| ---- | ------- | ------------------- | ---- | ------------ |
| 1    | 37' 35" | Marco Pantani       | 1997 | Itàlia       |
| 2*   | 37' 36" | Lance Armstrong     | 2004 | Estats Units |
| 3    | 38' 00" | Marco Pantani       | 1994 | Itàlia       |
| 4    | 38' 01" | Lance Armstrong     | 2001 | Estats Units |
| 5    | 38' 04" | Marco Pantani       | 1995 | Itàlia       |
| 6    | 38' 23" | Jan Ullrich         | 1997 | Alemanya     |
| 7    | 38' 34" | Floyd Landis        | 2006 | Estats Units |
| 8    | 38' 35" | Andreas Kloden      | 2006 | Alemanya     |
| 9*   | 38' 37" | Jan Ullrich         | 2004 | Alemanya     |
| 10   | 39' 02" | Richard Virenque    | 1997 | França       |
| 11   | 39' 06" | Iban Mayo           | 2003 | Espanya      |
| 12*  | 39' 17" | Andreas Klöden      | 2004 | Alemanya     |
| 13*  | 39' 21" | José Azevedo        | 2004 | Portugal     |
| 14   | 39' 28" | Miguel Indurain     | 1995 | Espanya      |
| 15   | 39' 28" | Alex Zülle          | 1995 | Suïssa       |
| 16   | 39' 30" | Bjarne Riis         | 1995 | Dinamarca    |
| 17   | 39' 31" | Carlos Sastre       | 2008 | Espanya      |
| 18   | 39' 44" | Gianni Bugno        | 1991 | Itàlia       |
| 19   | 39' 45" | Miguel Indurain     | 1991 | Espanya      |
| 20   | 40' 00" | Jan Ullrich         | 2001 | Alemanya     |
| 21   | 40' 46" | Fränk Schleck       | 2006 | Luxemburg    |
| 22   | 40' 51" | Aleksandr Vinokúrov | 2003 | Kazakhstan   |
| 23   | 40' 57" | Damiano Cunego      | 2006 | Itàlia       |
| 24   | 41' 18" | Lance Armstrong     | 2003 | Estats Units |
| 25   | 41' 34" | Samuel Sánchez      | 2008 | Espanya      |
| 26   | 41' 34" | Andy Schleck        | 2008 | Luxemburg    |
| 27   | 41' 44" | Alejandro Valverde  | 2008 | Espanya      |
| 28   | 41' 44" | Fränk Schleck       | 2008 | Luxemburg    |
| 29   | 41' 46" | Vladímir Iefimkin   | 2008 | Rússia       |
| 30   | 41' 46" | Cadel Evans         | 2008 | Austràlia    |

| Rang | Temps   | Ciclista         | Any  | País         |
| ---- | ------- | ---------------- | ---- | ------------ |
| 1    | 36' 50" | Marco Pantani    | 1995 | Itàlia       |
| 2    | 36' 55" | Marco Pantani    | 1997 | Itàlia       |
| 3    | 37' 15" | Marco Pantani    | 1994 | Itàlia       |
| 4    | 37' 36" | Lance Armstrong  | 2004 | Estats Units |
| 5    | 37' 41" | Jan Ullrich      | 1997 | Alemanya     |
| 6    | 38' 00" | Lance Armstrong  | 2001 | Estats Units |
| 7    | 38' 10" | Miguel Indurain  | 1995 | Espanya      |
| 7    | 38' 10" | Alex Zülle       | 1995 | Suïssa       |
| 8    | 38' 12" | Bjarne Riis      | 1995 | Dinamarca    |
| 9    | 38' 22" | Richard Virenque | 1997 | França       |

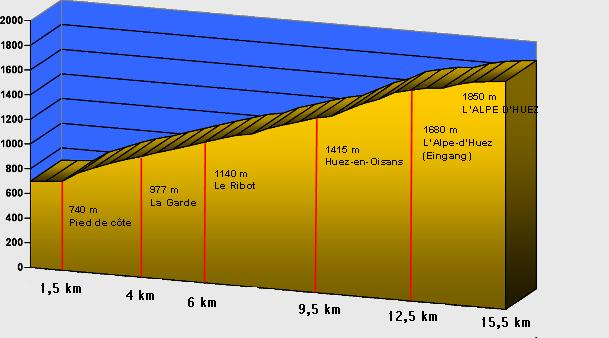
Altimetria de l'ascenció a l'Aup d'Uès.

*L'etapa del 2004 va ser una cronoescalada.

## Curiositats

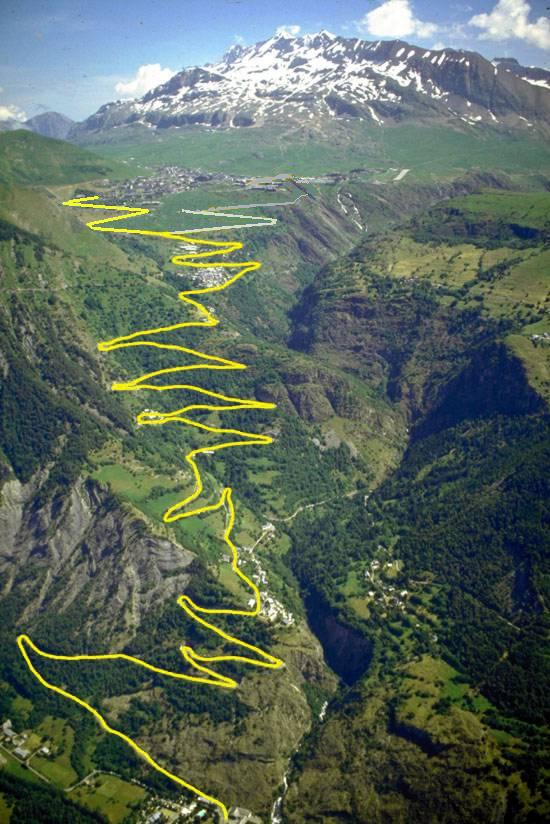
Ascensió a l'Aup d'Uès

Per nacions, els Països Baixos tenen el nombre més gran de victòries, 8, seguida d'Itàlia amb 7. Per aquest motiu, se la coneix des de fa temps com "la muntanya dels holandesos" i en conseqüència, la presència d'aficionats d'aquest país és, normalment, massiva.
El Tour del 2004 va ser l'únic en què no es va disputar una etapa en línia sinó una cronoescalada. Gairebé un milió d'aficionats es van donar cita aquell dia per veure la victòria de Lance Armstrong.
Sis corredors han guanyat dues vegades a Aup d'Uès: Joop Zoetemelk, Hennie Kuiper, Peter Winnen, Gianni Bugno, Marco Pantani i Lance Armstrong. Tres espanyols han vençut a la muntanya dels 21 corbes de ferradura: Carlos Sastre, Federico Etxabe i Iban Mayo, tres més van sortir com a líders de la classificació general després de la disputa d'aquesta mítica etapa: Pedro Delgado, als Tours del 87 i 88, guanyant l'edició d'aquest últim; Miguel Induráin, als Tours del 91, 92, 94 i 95, guanyador de la general final a tots ells; Carlos Sastre també es va col·locar com a líder després de guanyar en aquest mític port durant l'edició 2008.